# Allan Mann
Allan Gustav Bertil Mann, född 5 maj 1921 i Eriksbergs församling i Älvsborgs län, död 5 december 2005 i Råsunda församling i Stockholms län, var en svensk militär. 
Mann inledde sin militära bana som frivillig i finska vinterkriget år 1939 och deltog därefter i norska armén under den tyska invasionen av Norge 1940. Senare tjänstgjorde han bland annat i norsk kurirtjänst och som frivillig i Special Operations Executive (SOE), en brittisk underrättelse- och sabotageorganisation. Mann har i olika sammanhang beskrivits som mest dekorerade svensken i andra världskriget och har även omtalas som en av Sveriges mest kända officerare i modern tid.

## Biografi
Uppgifterna om Allan Manns insatser under andra världskriget är motstridiga. Flera av uppgifterna är ofullständiga och vissa händelser har inte kunnat bekräftas i officiella handlingar. En del menar att detta beror på att arkivmaterial har förstörts eller är bristfälligt, och att vissa uppgifter istället kan verifieras genom muntliga berättelser och stödjande källor. Andra hävdar att dessa uppgifter strider mot de fåtaliga officiella dokument som faktiskt finns bevarade. 
På senare har därför viss kritik framförts mot den etablerade bilden. I den nedanstående biografin redovisas den hittills rådande allmänna uppfattningen. För en sammanställning av kritiska synpunkter och alternativa tolkningar, se avsnittet med rubriken Kritik nedan.

### Frivillig i vinterkriget
År 1940, vid 18 års ålder, anmälde sig Allan Man som frivillig till Svenska frivilligkåren för tjänstgöring i det finska vinterkriget. Vid denna tid var han aktiv brottare och hade ännu inte genomgått svensk värnplikt. Han placerades som kusk vid 2. depåkompaniet, som var stationerat vid Kemi vid Bottniska viken. Senare fick han ny placering som ordonnans vid kårstaben, där han ofta tjänstgjorde åt Malcolm Murray, officer vid Svenska frivilligkåren.
Han uppgav själv att han inte deltog i strid. För sin tjänstgöring tilldelades han Talvisodan muistomitali – vinterkrigets minnesmedalj.

### På norsk sida 1940
Då Tyskland anföll Norge den 9 april 1940 befann sig Mann i Stockholm. Tillsammans med andra svenska och norska Finlandsfrivilliga tog han sig till Norge och anlände den 12 april till Kongsvinger. De frivilliga fortsatte att bära finsk uniform och fick endast byta till norsk när de gick ut i strid. Mann deltog i striderna vid Skarnes, där han tjänstgjorde under löjtnant Einar Gamst, som han tidigare lärt känna under vinterkriget. De norska styrkorna pressades därefter norrut, och Mann deltog i strider i Østerdalen och vidare upp mot Røros, tills det norska motståndet upphörde den 3 maj.
Tillsammans med andra frivilliga reste Mann genom Sverige för att återansluta till de allierade styrkorna i Nordnorge. Resan skedde i civila kläder för att undgå internering. Han tog sig vidare till Haparanda, vidare till Rovaniemi i finska Lappland, och därefter till Petsamo. Via båt nådde han Kirkenes och därefter Tromsø, innan han anlände till Narvikområdet den 19 maj. Mann införlivades i andra bataljonen av 15:e infanteriregementet och deltog i återerövringen av Narvik den 28 maj.
Den 6–7 juni ingick han i en avdelning bestående av norsk trupp, polska styrkor från Podhalebrigaden samt soldater ur den franska Främlingslegionen, som genomförde upprensningsaktioner längs Malmbanan mellan Narvik och Kiruna.
Det har gjorts gällande att Mann vid detta tillfälle sårades av granatsplitter i magen. Enligt uppgift lyckades han trots detta ta sig över fjället till Sverige, där han förde med sig en sårad fransk legionär på släde. Efter 19 timmar i fjällterrängen ska de ha påträffats av en svensk gränspatrull, och Mann uppges ha varit medvetslös av blodförlust. Det har också uppgetts att han senare belönades med Hederslegionen för sin insats, men detta har inte kunnat styrkas i officiella källor.

### Kurirverksamhet mellan Norge och Sverige
Från Sverige fortsatte Mann sin insats för Norge som kurir i Värmland, ett område som var centralt för flyktingtrafiken från Norge och för förbindelsen mellan Oslo och Stockholm. Mann genomförde 52 kuriruppdrag mellan Norge och Sverige och deltog därmed i uppbyggnaden av förnödenhetslinjer för den norska motståndsrörelsen, vilken användes för att föra in vapen, ammunition och pengar.

### Kompani Linge
Mann tog sig över till Storbritannien, där han som en av tre svenskar gick med i Norwegian Independent Company No. 1, senare känt som Kompani Linge. Han utbildades till kommandosoldat med målet att operera i ockuperade områden. Från 1943 tjänstgjorde han i uniform i Special Operations Executive.
I november 1944 flögs Mann till Luleå, där norska polistrupper hade etablerat en bas. I januari 1945 släpptes han i fallskärm över Finnmarksvidda i norra Norge. Han deltog där i en operation under Bernt Balchens befäl, med syfte att förbereda norska polistrupper från baser i Sverige efter det att tyska trupper dragit sig tillbaka. Mellan januari och april organiserades två kompanier och en bataljon norska polistrupper i Finnmark fylke, samt ett fältsjukhus. Mann tjänstgjorde som underrättelseofficer i operationen. Den 5 maj 1945 reste han med tåg från Stockholm till Arvika och vidare till Norge, dit han anlände under segerdagen den 8 maj.

### Efter kriget

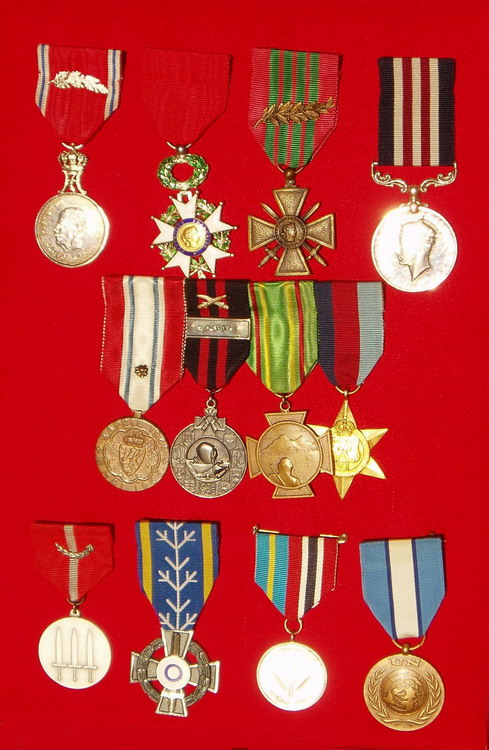
Allan Manns krigsdekorationer, från vänster till höger på första raden: Norska St Olavs-medaljen med eklöv, Hederslegionens riddartecken, franska krigskorset med palmblad, brittiska Military Medal. Andra raden: Norska deltagermedaljen med rosett, finska krigsminnesmedaljen, finska Lapplands krigsmedalj, brittiska 1939-1945 Star. Tredje raden: Norska Försvarsmedaljen med eklöv, Förbundet Svenska Finlandsfrivilligas frivilligkors, Svenska Norgefrivilliga, FN:s Cypernmedalj.

Efter andra världskriget fortsatte Mann att tjänstgöra inom det norska försvaret, där han även genomgick militär utbildning. Han tjänstgjorde bland annat i Tysklandsbrigaden. År 1951 återvände han till Sverige, efter att ha blivit befordrad till kapten i den norska armén.
Mann tjänstgjorde senare år som idrottslärare vid Krigsskolan Karlberg. År 1956 utnämndes han till värnpliktig kapten i svenska armén och befordrades 1967 till kapten i pansartruppernas reserv. Han pensionerades från sin tjänst vid Karlberg 1984. Totalt kom han att utbilda omkring 7 000 kadetter samt elever vid Gymnastik- och idrottshögskolan.
Mann medverkade till att ett minnesmärke restes 1970 på Vestre gravlund i Oslo över de 96 svenskar som stupade i tjänst för Norge under andra världskriget.
Han avled den 5 december 2005 och begravdes i Solna kyrka den 11 januari 2006. Vid ceremonin deltog bland andra Norges ambassadör samt militärattachéer från Finland och Frankrike, tillsammans med flera högre svenska officerare.
Vid Allan Manns begravning i Solna deltog även den norske motståndshjälten Gunnar Sønsteby. Sønsteby inledde sitt tal vid begravningen med orden ”Allan var fantastisk”.

## Utmärkelser
Mann har ofta beskrivits som den mest dekorerade svensken under andra världskriget. Den tidigare nämnda finska minnesmedaljen finns bevarad och kan verifieras.  Flera av de övriga utmärkelserna har inte kunnat styrkas genom formella utdelningsdokument, men omnämns i samtida press – till exempel i samband med en officiell ceremoni där den norska ambassadören deltog. Det ger god grund att anta att medaljutdelningarna faktiskt ägt rum, även om de inte dokumenterats i tillgängliga arkiv. 
- Franska Krigskorset med palmblad
- Norska St Olavs-medaljen med eklöv
- Norska Försvarsmedaljen med eklöv (1985)[7]
- Norska Deltagermedaljen med rosett
- Brittiska Military Medal
- Brittiska 1939-1945 Star
- Förbundet Svenska Finlandsfrivilligas frivilligkors i guld
- Finska Krigsminnesmedaljen med spänne och svärd
- Finska Lapplands krigsmedalj
- FN:s medalj UNFICYP

## Kritik
Det har i efterhand framförts synpunkter på Allan Manns militära karriär under andra världskriget, där man pekat på att flera uppgifter inte kunnat bekräftas. Kritiken vilar huvudsakligen på tre argument. För det första visar Manns lönekort från Töreboda kommun att han under större delen av åren 1940–1946 var kommunanställd. Under de perioder han inte arbetade för kommunen var han inkallad till svensk beredskapstjänst, vilket framgår av hans värnpliktskort.  Slutligen har det gjorts gällande att de berättelser som finns tillgängliga om Manns insatser i stor utsträckning bygger på hans egna utsagor.
Dessa tolkningar har i sin tur ifrågasatts av andra forskare, som menar att Mann långt ifrån är den ende vars tjänstgöring lämnar luckor i de statliga arkiven – särskilt bland dem som varit verksamma inom den brittiska underrättelseorganisationen SOE.
Det har i vissa sammanhang också påståtts att Mann deltog i den allierade räden mot Dieppe i augusti 1942. Denna uppgift har dock inte kunnat styrkas i officiella källor.